# تشارلي كيس
تشارلي كيس (بالإنجليزية: Charlie Case)‏ هو لاعب كرة قاعدة أمريكي، ولد في 7 سبتمبر 1879، وتوفي في 16 أبريل 1964 في باتافيا في الولايات المتحدة.

## وصلات خارجية
- تشارلي كيس على موقعبيزبول رفرنس.كوم (الدوري الرئيسي) (الإنجليزية)
- تشارلي كيس على موقعبيزبول رفرنس.كوم (الدوري الثانوي) (الإنجليزية)